# یاله‌گودا
یاله‌گودا (به لاتین: Yalegoda) یک منطقهٔ مسکونی در سری‌لانکا است که در استان مرکزی (سری‌لانکا) واقع شده‌است.